# Heutrégiville
Heutrégiville es una comuna francesa situada en el departamento de Marne, en la región de Gran Este.

## Demografía
| 270 | 281 | 271 | 279 | 299 | 393 | 490 |
| Para los censos de 1962 a 1999 la población legal corresponde a la población sin duplicidades (Fuente: INSEE [Consultar]) |     |     |     |     |     |     |